# Jan Sikking
Jan Sikking, född 5 december 1944 i Nederländerna, numera bosatt i Köpenhamn. Jan har gjort sig vida känd i Norden genom sina tolkningar av den numera avlidne vispopdiktaren Björn Afzelius. År 2000 spelade han in en hyllningsskiva till Björns minne och turnerar fortfarande tillsammans med dragspelaren Tommy Lindström och gitarristen Kaj Karlson från Trollhättan/Vänersborg.

## Diskografi
- 2000 - Jan Sikking sjunger Björn Afzelius